# أثول فيجارد
أثول فيجارد (بالإنجليزية: Athol Fugard)‏، (11 يونيو 1932 – 8 مارس 2025) هو أديب روائي جنوب إفريقي، وكاتب سيناريو، وصحفي، وكاتب مسرحي، ومخرج مسرحي، وممثل أفلام، عضوٌ في الأكاديمية الأمريكية للفنون والعلوم، والجمعية الملكية للأدب.

## جوائزه
- جائزة بول روبسون [الإنجليزية]‏ (1997)
- نيشان إيكهامنغا
- جائزة بريميم إمبريال  [لغات أخرى]‏
- جائزة نقابة الكتاب الأمريكية
- زميل في الجمعية الملكية للأدب.

## وصلات خارجية
- أثول فيجارد على موقع IMDb (الإنجليزية)
- أثول فيجارد على موقع الموسوعة البريطانية (الإنجليزية)
- أثول فيجارد على موقع مونزينجر (الألمانية)
- أثول فيجارد على موقع أول موفي (الإنجليزية)
- أثول فيجارد على موقع قاعدة بيانات برودواي على الإنترنت (الإنجليزية)
- أثول فيجارد على موقع قاعدة بيانات الأفلام السويدية (السويدية)
- أثول فيجارد على موقع إن إن دي بي (الإنجليزية)
- أثول فيجارد على موقع ديسكوغز (الإنجليزية)
- أثول فيجارد على موقع قاعدة بيانات الفيلم (الإنجليزية)